# Dendrochilum stenophyllum
Dendrochilum stenophyllum är en orkidéart som beskrevs av Louis Otho Otto Williams. Dendrochilum stenophyllum ingår i släktet Dendrochilum och familjen orkidéer. Inga underarter finns listade i Catalogue of Life.